# Kirchstetten (Dorfen)
Kirchstetten ist ein Ortsteil der Stadt Dorfen im oberbayerischen Landkreis Erding. 

## Lage
Der Weiler liegt circa drei Kilometer nordöstlich von Dorfen.

## Baudenkmäler
Siehe auch: Liste der Baudenkmäler in Kirchstetten
- Katholische Filialkirche St. Michael